# Poire belle Hélène
Poire belle Hélène (dịch nghĩa từ tiếng Pháp: Lê nàng Helen xinh đẹp) là một món tráng miệng làm từ quả lê chần trong siro và kết hợp với vani kem và siro socola. Món tráng miệng này do Auguste Escoffier sáng tạo ra vào khoảng năm 1864 và được đặt theo tên của vở opera La belle Hélène của Jacques Offenbach. Phiên bản đơn giản của món này thay thế lê tươi bằng lê đóng hộp và hạnh nhân cắt lát.

## Văn hóa phổ biến
Trong bộ phim Pappa ante Portas của Loriot, nhân vật chính và vợ anh ta cứ cãi nhau về thành phần của một Poire belle Hélène chính hiệu.